# Tyshawn Sorey
Tyshawn Sorey, (Newark, 1980. július 8. –) amerikai dzsesszzongorista, dzsesszdobos, multiinstrumentalista, zeneszerző.

## Pályafutása
Tyshawn Sorey Newarkban nőtt fel, a William Paterson University-n és a Wesleyan University-n tanult Anthony Braxtonnal és Jay Hoggarddal együtt. A 2000-es évek eleje óta aktív zenész volt New Yorkban. Amellett zeneoktató a School for Improvisational Music und an der New School. Sorey saját projektjei mellett játszott Steve Lehmannel, a Fieldwork trióban Steve Lehmannal és Vijay Iyerrel a Dave Douglas Nomad Ensemble-jében és a Steve Coleman Five Elements Pete Robbins és Mario Pavone együttesben, valamint Angelika Niescierrel és Johannes Lauerrel.
Debütáló albuma, a „That/Not” dupla CD 2007-ben jelent meg. Fellépett Wadada Leo Smith-szel, Misha Mengelberggel, Anthony Braxtonnal, Pascal Niggenkemperrel, Alexandra Grimallal, Timuçin Şahinnal, Stephan Crumppal, John Escreettel, Vijay Iyerrel és Travis Reuterrel is.
Klasszikus zongoraművészként szólókoncertet is ad. Zeneszerzőként dolgozik különböző együtteseknél, és fellép afroamerikai zeneszerzők zenei portréi sorozatokban. Szerepelt a The Wire-ben, a The New York Timesban, a The Village Voice-ban, a The New Yorkerben, a Modern Drummerben és a Down Beatben. 2009 augusztusában Sorey lehetőséget kapott arra, hogy egy hónapig tartson koncerteket a The Stone-ban, John Zorn New York-i koncerttermében. 2012-ben az Other Minds Fesztivál zeneszerzőjévé választották.

## Lemezválogatás
- Child Real Eyes (2002) + Andre Vida, Anthony Braxton
- Blood Sutra (2003) + Vijay Iyer
- Juncture (P2003)
- Configuration (2004) + Billy Bang Sirone
- Beautyer Construction (2005) + Werner Klausnitzer
- Demian as Posthuman (2005) + Steve Lehman
- Conspiracy for Positivity (2005) + Radam Schwartz
- Fieldwork: Door (2007) + Vijay Iyer Steve Lehman
- Conduction/Induction (2007) + Butch Morris
- On Meaning (2007) + Steve Lehman
- That/Not (2007) + Thomas Morgan
- Between Shadow and Space (2008) + Michael Dessen
- Consequences (2008) + John Escreet
- Modes Of Limited Transcendence (2008) + Gene Ess
- Pasàpas (2008) + Pascal Niggenkemper Trio
- Do The Hate Laugh Shimmy (2008) + Pete Robbins
- Pieces Of Old Sky (2009) + Samuel Blaser
- The Winding Shell (2009) + Jesse Elder
- Koan (2009)
- Travail, Transformation, and Flow (2009) + Steve Lehman
- Harvesting Semblances and Affinities (2010) + Steve Coleman and Five Elements
- Antagonisti Androgeni (2010) + Biagio Coppa
- Paradoxical Frog (2010) + Kris Davis Ingrid Laubrock
- Konstanz Suite (2010) + Johannes Lauer
- siLENT Z Live: Hate Laugh Music (2010) + Pete Robbins
- Urban Creatures (2010) + Pascal Niggenkemper Trio
- Oblique-1 (2011)
- In the Hall of Mirrors (2014) + John Zorn
- The Inner Spectrum of Variables (2016), + Cory Smythe, Christopher Tordini, Chern Hwei Fung, Kyle Armbrust, Rubin Kodheli
- Verisimilitude (2017)
- Pillars (2018)
- Tyshawn Sorey/Marilyn Crispell: The Adornment of Time (2019)
- Brad Barrett / Joe Morris / Tyshawn Sorey: Cowboy Transformation (2019)
- Jen Curtis & Tyshawn Sorey: Invisible Ritual (2020)
- Hafez Modirzadeh with Kris Davis, Tyshawn Sorey, Craig Taborn: Facets (2021)
- Vijay Iyer, Linda May Han Oh / Tyshawn Sorey: Uneasy (2021)
- Mesmerism (2022), + Aaron Diehl, Matt Brewer
- The Off-Off Broadway Guide to Synergism (2022)
- Continuing (2023)

## Díjak, elismerések
- 2008: Van Lier Fellowship
- 2008: Jerome Foundation Residency Grant
- 2012: Other Minds Composer Residency
- 2013: JazzDanmark / Danish Arts Foundation Artist Residency
- 2014: Shifting Foundation Grant
- 2015: Doris Duke Impact Award
- 2015: Jerome Foundation Residency Grant
- 2017: MacArthur Fellowship
- 2018: United States Artists Fellowship
- 2019: Seattle Symphony Composer in Residence
- 2019: Opera Philadelphia Composer in Residence
- 2024: Pulitzer Prize for Music